# Séleucie du Tigre
Pour les articles homonymes, voir Séleucie.
Séleucie du Tigre (en grec ancien Σελεύκεια) est une ville antique ruinée située en Irak, en face de Ctésiphon et à trente-cinq kilomètres environ de Bagdad. Elle fut une des plus grandes cités de Mésopotamie à la fin de l’Antiquité, s’inscrivant dans l’histoire entre Babylone et Bagdad. Fondée par le successeur d’Alexandre le Grand, Séleucos Ier Nicator, elle devint rapidement une très grande ville et un centre commercial incontournable.
Après son passage dans l’Empire parthe des Arsacides, elle resta fortement marquée par ses origines grecques, ce qui lui donnait une place à part dans l’empire et ne doit pas cacher le caractère très cosmopolite de l’agglomération. Souvent disputée par les Romains, la grande cité déclina au IIIe siècle, concurrencée par la fondation voisine de Coche par les souverains perses sassanides.

## Historique

### La grande fondation de Séleucos IerNicator
Séleucie a été fondée par le diadoque Séleucos Ier Nicator, à l’origine de la dynastie royale des Séleucides. La date exacte de la fondation est disputée et incertaine, et l’on peut hésiter entre 311 et 306 av. J.-C. La fondation de villes nouvelles, centres urbains de cités de type grec, est caractéristique des grands souverains de l’époque hellénistique qui reprenaient ainsi l’exemple d’Alexandre. En conséquence, et comme Alexandre, le roi fondateur donne son nom à la cité. De nombreuses raisons expliquent la fondation de Séleucie du Tigre. Séleucos doit asseoir la légitimité de son pouvoir et affirmer son récent statut royal – ou ses prétentions à la royauté. Il doit aussi fonder une ville de type grec pour la population grecque amenée en Mésopotamie par les conquêtes d’Alexandre. Il a aussi besoin d'une ville dynamique pour reprendre le flambeau d’une Babylone vieillie et peut-être moins bien située en raison de la divagation des lits des fleuves. La création d’une nouvelle capitale semble avoir alors mécontenté le clergé de Babylone. Séleucie se situe en un endroit propice aux échanges, sur la rive occidentale du Tigre vers son confluent avec la rivière Diyala, au départ de la principale route vers le plateau iranien. On peut toutefois se demander pourquoi Séleucos a préféré une capitale située en Mésopotamie plutôt qu’une localisation iranienne dans les territoires centraux de l’ancien empire achéménide. La grande richesse de la région tant agricole que commerciale explique peut-être ce choix, quoi qu’il en soit la Mésopotamie fut par la suite très fidèle à la dynastie.

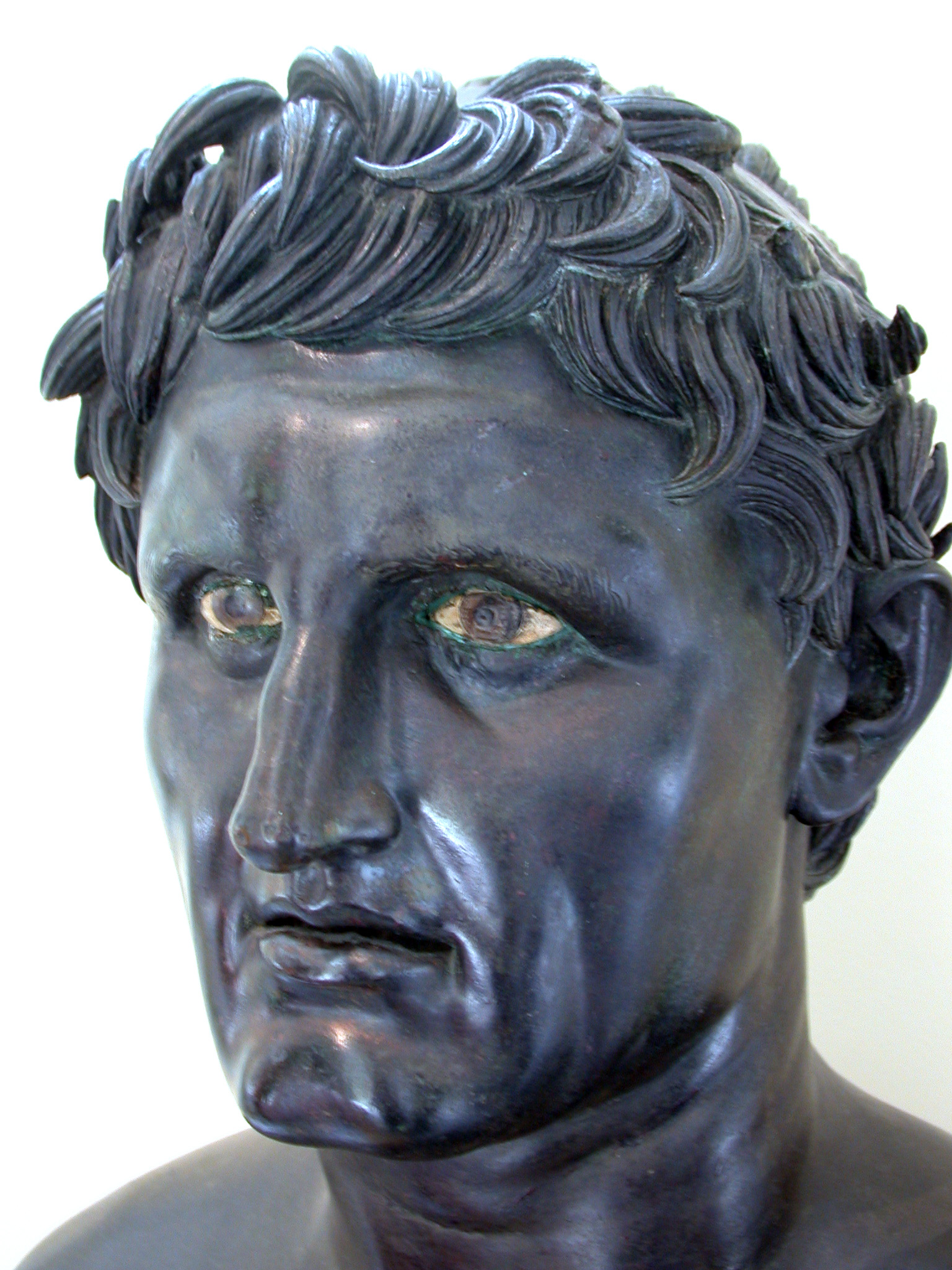
Copie romaine d'un portrait de Séleucos Ier (bronze du musée national d'archéologie de Naples)

Il y eut cependant quelques épisodes malheureux comme la prise de la ville par le rebelle Molon en 222 av. J.-C.. Selon Polybe, la ville fut ensuite frappée d'une amende de 1 000 talents et ses magistrats, les péliganes (en), furent exilés. Cela nous permet de constater que la constitution de la ville s'inspirait de celle des autres cités macédoniennes. Le roi Antiochos III allégea cependant la répression souhaitée par son ministre Hermias et ramena l'amende à 150 talents.
Pourtant, le déplacement du centre de prépondérance de l’empire séleucide vers la Méditerranée, ou peut-être plutôt son ingérable gigantisme firent que Séleucie ne resta pas l’unique capitale d’un empire impossible à centraliser et dont la bipolarité s’affirma très vite. Séleucie de Piérie et Antioche constituèrent à terme des centres politiques incontournables et bien plus proches de la Méditerranée. Séleucie resta cependant la grande capitale des satrapies supérieures, c’est-à-dire de l’est, où Séleucos avait installé, vers 294 av. J.-C., son fils et corégent, Antiochos. Ce dernier résida sans doute souvent aussi à Bactres.
Séleucie trouva dans cette ouverture vers l’Extrême-Orient l’occasion d’activités commerciales particulièrement prospères ; la ville était une étape incontournable dans les routes vers l’Inde, qu’elles soient maritimes, par le golfe Persique, ou terrestres, par le Plateau Iranien. Séleucie semble atteindre le sommet de sa prospérité au milieu de l'époque hellénistique. Cet apogée se constate dans la production céramique qui connaît alors son plus haut niveau qualitatif. La ville est aussi l'un des grands centres de productions monétaires du royaume séleucide. Ce rayonnement s'exprimait aussi vraisemblablement dans le domaine intellectuel comme en témoigne le nom de l'astronome Séleucos de Séleucie.
Enfin, par sa population Séleucie comptait aussi parmi les plus grandes villes du monde ancien : à l'époque de Strabon, au début de l'ère chrétienne, sa puissance et sa population étaient comparables à celles d'Alexandrie et supérieures à celles d'Antioche : Pline l'Ancien parle de 600 000 habitants.

### Une cité grecque au cœur de l’empire parthe
Le destin de la cité bascula avec sa conquête par les Parthes en 141 av. J.-C. Affaibli, divisé, l’empire séleucide avait vu, dans les satrapies de l’est, un rival surgir au sein des peuples iraniens avec la dynastie des Arsacides. C’est en juillet 141 av. J.-C. que le royaume parthe, dirigé par Mithridate Ier, débordant du plateau iranien, s’installa définitivement en Mésopotamie. La contre-offensive séleucide menée par Démétrios II Nicator échoua lamentablement et il fut fait prisonnier, peut-être avait-il eu le temps d’occuper entre-temps à nouveau brièvement son ancienne capitale de l’est ? Désormais le royaume des Parthes devenait réellement un empire, mais Séleucie ne pouvait plus prétendre au titre de capitale. Les Arsacides surent cependant se faire accepter des habitants grecs de leur empire et n’hésitèrent pas à adopter leurs valeurs, ou tout au moins à les utiliser dans leur propagande monétaire.
Malgré la présence à ses côtés, mais sur la rive orientale du Tigre, de la résidence officielle du roi parthe à Ctésiphon, Séleucie conserva donc sa prospérité sous l’empire arsacide. Aux yeux des Romains elle rappelait la grandeur des héritiers d’Alexandre et semblait un îlot d’hellénisme dans l’empire parthe jugé barbare. Elle est décrite comme « l’ouvrage ostentatoire de Séleucus Nicator », une « cité puissante, entourée de murs, qui n’avait pas été contaminée par la barbarie mais conservait l’empreinte de son fondateur ». Mais dès le Ier siècle avant notre ère son hellénisme apparaît comme isolé et mal considéré par les Grecs d'Occident : la ville a perdu son rayonnement.
Les souverains parthes avaient pourtant laissé à la cité ses institutions. Il est vrai qu’ils s’étaient volontiers montré philhellènes au début de leur dynastie. Il faut aussi songer que la cité était sans doute trop prospère et utile pour qu’ils prennent le risque de se la mettre à dos, son atelier monétaire frappa de nombreuses monnaies. La complexité de la vie politique d’une aussi grande cité grecque leur permettait sans doute aussi de la contrôler indirectement, en partie grâce au soutien d’une partie des notables grecs de la cité si l’on en croit Tacite : « Trois cents citoyens sont choisis, pour leur richesse ou leur sagesse, et forment un sénat, le peuple a des prérogatives qui lui sont propres. Et aussi longtemps qu’ils sont d’accord on ne tient pas compte du Parthe, mais lorsqu’ils sont en désaccord, chacun cherchant pour lui-même un appui contre ses rivaux, on fait appel à lui pour prendre parti et son influence s’accroît, face à tout le monde ». À cette occasion, Artaban, le souverain parthe, appuya les notables face au peuple de la cité et favorisa un régime oligarchique. Les crises dynastiques courantes dans l’empire arsacide permettait aussi parfois à la cité de faire pression sur le souverain.
Enfin Flavius Josèphe nous offre un tout autre regard sur la vie politique de la cité. Outre les descendants des colons grecs, la ville accueillait de nombreux habitants d'origines diverses et donc un assez grand nombre de Juifs de la diaspora, dont la présence en Mésopotamie était ancienne. Séleucie est d'ailleurs nommée dans le Talmud où elle est appelée Selik ou Selika. Flavius Josèphe décrit Séleucie comme essentiellement caractérisée par une opposition entre Grecs et Syriens, où les Grecs auraient eu le dessus jusqu’à l’alliance des Syriens aux Juifs. Mais finalement, Grecs, Babyloniens et Syriens finirent par s'unir et se retourner violemment contre les Juifs jusqu'à les massacrer en 41. Dans quelle mesure cette catégorisation culturelle et religieuse recoupe les oppositions sociales décrites par Tacite à la même époque, on ne saurait le dire. Mais l’image d’une très grande cité antique au caractère très particulier, et à la vie politique tendue, ressort de nos sources : cité grecque et ville cosmopolite dans un empire iranien, Séleucie était une grande métropole commerciale dans des routes qui menaient les marchands de Rome à la Chine, un espace exceptionnel de médiation culturelle entre l'Occident et l'Orient.

### Un enjeu des guerres entre Parthes et Romains
Bien des causes déterminaient donc Séleucie à être un enjeu fort entre Parthes et Romains : le souvenir d’Alexandre le Grand, la richesse de la cité et son identité grecque, les nombreuses guerres entre les deux empires. La première confrontation au sujet de Séleucie remonte à l'expédition malheureuse de Crassus qui ne put jamais atteindre la grande ville qu'il convoitait. Selon Plutarque, la ville n'était pas très bien disposée envers le pouvoir parthe, et Suréna tenta de conforter sa fidélité en exhibant les débauches des Romains vaincus. Par la suite, Séleucie fut prise plusieurs fois par les Romains. Elle accueillit d’abord Trajan, puis participa au soulèvement contre lui en 116. Pour mater sa révolte, Trajan envoya deux légats pour la prendre, signe de l’importance de la cité qui aurait alors été brûlée. Quoi qu’il en soit, c’est une très grande et très prospère cité qui ouvrit ses portes cinquante ans plus tard aux troupes romaines d’Avidius Cassius. Cette bonne entente ne dura pas et la ville fut pillée par les soldats romains qui en auraient ramené la peste antonine selon certaines sources antiques, même si d'autres (inscription sabéenne de 160 sur la cité de Bayt al Ahraq) indiquent une émergence de la maladie antérieure. Le rapide retrait d’Avidius Cassius en 165-166 est en effet souvent expliqué par l’épidémie, mais il n’y avait guère d’intérêt à occuper une ville pillée et isolée. Le pillage n’empêcha pas la ville de frapper monnaie encore dès 166. Trente ans plus tard, en 197-198, ce sont les troupes de Septime Sévère qui atteignirent la ville. Elles l’auraient trouvée abandonnée selon Dion Cassius. Il s’agit là, sans doute, seulement d’une exagération de l’historien grec soucieux de dénoncer la rapacité des soldats romains ; il n'en est pas moins clair que la ville avait souffert en 166 et que son déclin s'accélérait. Lorsque Carus mena les troupes romaines à nouveau dans la région, en 283, Séleucie avait sans doute en revanche réellement perdu de son importance face à une nouvelle fondation urbaine.

### Une prospérité éclipsée par une nouvelle fondation royale
Séleucie semble avoir décliné définitivement sous les Sassanides après la fondation, vers 230-240, de la ville voisine concurrente de Coche, dont les ruines furent longtemps confondues avec celles de Ctésiphon. Fondée par Ardachir Ier, Veh-Ardashir ou Coche, Koké pour les sources araméennes, se situait sur la rive orientale face à Séleucie. De plan circulaire et irrégulier, la « belle ville d’Ardashir » contrastait avec Séleucie mais ne tarda pas à l’éclipser dans tous les domaines avant d’être à son tour abandonnée après la conquête arabe. La proximité de Séleucie, de Ctésiphon, de la « nouvelle Séleucie » qu’était Coche / Veh-Ardashir et peut-être d’autres établissements urbains comme Vologesias, fit que leur identification exacte fut rapidement oubliée après leur abandon. Aussi cette zone marquée par de nombreuses ruines fut-elle appelée par la suite Al-Madâ'in par les populations arabophones, c’est-à-dire « Les Villes ».
À partir de 317 (Papa bar Aggai), Koké (ou Kokhé) devient le siège du Catholicos de l'Église de l'Orient et le restera jusqu'en 780,.

## Urbanisme et monuments

### Sources et fouilles
Compte tenu de son importance, Séleucie du Tigre est encore mal connue. Construite essentiellement en brique, matériau très érodable, Séleucie du Tigre n’a pas laissé de ruine à la hauteur de sa magnificence passée. De nombreux passages des historiens anciens l’attestent cependant et nous décrivent la ville ou certains de ses bâtiments. Les fouilles archéologiques y ont été relativement limitées et épisodiques ; on peut rappeler les fouilles dans les années 1930 par l’Université du Michigan qui commencèrent en 1927, les professeurs Leroy Waterman (he) et Clark Hopkins les dirigeant pour le Musée d'archéologie Kelsey. Elle permirent la mise en évidence du plan de la ville, l'établissement de la chronologie de la céramique locale par Nelson C. Debevoise et mirent en valeur les multiples influences culturelles qui se rencontraient à Séleucie. De 1964 à 1989, les campagnes de fouilles furent menées par l’université de Turin, sous la direction de Giorgio Gullini (it) et Antonio Invernizzi. Couvrant près de 500 hectares, la zone urbaine de Séleucie n’a été qu’à peine entamée.

### Une ville grecque à plan régulier
La ville avait une forme relativement quadrangulaire, même si Pline voulait reconnaître dans la forme de ses murailles un aigle aux ailes étendues. Les fouilles ont confirmé que la ville était organisée selon un plan orthogonal organisant des îlots rectangulaires de taille standardisée. Ces derniers mesuraient 500 pieds par 250, soit environ 144 mètres par 72 : ils sont parmi les plus grands du monde hellénistique. Deux axes plus larges traversaient la ville : un canal au centre et une grande rue à portique au sud. Deux grandes places ont été identifiées, dont celle du théâtre, au nord du canal. Un des îlots fut complètement fouillé sur les niveaux datant d’époques parthes par l’équipe de l’Université du Michigan. Les fouilles révélèrent la substitution progressive de l’iwan aux portiques à colonnes, et donc l’iranisation progressive du cadre domestique et urbain. À la fin du Ier siècle de notre ère, Tacite, dans sa description de la ville, insiste sur ses remparts et sa situation : « ville solide, bien protégée par les défenses que formaient l’obstacle du fleuve et des remparts et bien approvisionnée ».
La ville comptait sans doute de nombreux sanctuaires religieux dont l’important temple à Apollon Komaios qui est mentionné par nos sources antiques, à l’occasion notamment de la prise de la ville par Avidius Cassius lorsqu’il fut pillé et que sa statue de culte fut emmenée à Rome. Cet Apollon semble avoir été au départ une forme de la divinité honorée en Macédoine. Il n’est pas certain que le sanctuaire d’Apollon mentionné sur l’inscription de l’Héraclès soit identifiable au sanctuaire d’Apollon Komaios.
Plusieurs bâtiments publics ont été dégagés dont un très grand théâtre, en brique, qui s’ouvrait au sud sur une vaste place, peut-être l’agora de la cité. Un long bâtiment comptant deux rangs de salles bordait la place et accueillait les archives de la cité. Son incendie vers 140-130 av. J.-C., peut-être lors de la prise de la ville par les Parthes, détruisit sans doute totalement les archives mais préserva les fragiles sceaux d’argile qui les accompagnaient : environ 30 000 ont été retrouvés, nous renseignant sur les types de documents qu’ils scellaient : textes relatifs à la fiscalité sur le sel, sceaux de personnes privées. Leur style est aussi riche d’enseignement sur la culture de la cité : si le style et l’iconographie sont souvent hellénistiques, des influences babyloniennes ou perses sont aussi décelables sur beaucoup d’empreintes. Une telle rencontre d'horizons culturels divers peut aussi se lire dans les nombreux décors de stucs découverts à Séleucie. Si la présence de motifs grecs et hellénistiques les caractérise, leur usage et certains motifs (rosettes) renvoient aussi aux traditions et aux techniques parthes. La découverte de statues grecques en terre cuite ou pierre illustre aussi la continuité de l’hellénisme à Séleucie.

## L’Héraclès de Mésène retrouvé à Séleucie
Les fouilles de la mission italienne de Séleucie-Ctésiphon ont permis la publication, d'une très belle statuette en bronze représentant Héraclès, trouvée fortuitement à Séleucie et achetée en 1984 par le musée d'Irak. La statuette, une copie de l'Héraclès de Lysippe, fut offerte par le grand roi parthe Vologèse IV à titre de butin de guerre. Comme nous l’apprend une inscription bilingue gréco-parthe gravée sur la statue, celle-ci avait été prise dans la capitale du petit royaume de Mésène, au débouché des fleuves, lorsqu’il passa à nouveau sous influence parthe après la défaite de son roi Meredates de Characène (ou Mérédatés) fils de Pacorus II, face à Vologèse IV en 151. Méherdate est connu par son monnayage de 131 et 142 et était plutôt favorable aux Romains : la victoire de Vologèse avait donc un sens important pour le retour à un contrôle arsacide sur la totalité de la Mésopotamie. Tant le lieu de consécration de la statue que l’usage du grec montrent le respect que les souverains parthes avaient encore pour Séleucie à une date tardive. La publication de cette inscription éclaira d’un jour nouveau les relations romano-parthes au IIe siècle en révélant à la fois le maintien d'un royaume indépendant des Parthes en Mésopotamie après Trajan et le basculement de situation avec la guerre menée par Vologèse IV. La révélation de ce conflit rendait aussi plus cohérente son action en Arménie dans les années 160. La prise de Mésène n’empêcha pas cependant les caravanes de continuer à transiter entre le golfe Persique et Palmyre.